# Podložnik
Kot podložnik (latinsko subditus, nemško Untertan) se je od srednjega veka do 19. stoletja označevala oseba, ki je bila podložna (podvržena) vladajočemu gospostvu.

## Status
Podložniki niso bili v celoti prosti. Razmerje med podložniki in njihovo oblastjo je bilo pravno določeno, lahko pa se je različno oblikovalo, od simboličnega podrejanja do tlačanstva.
V srednjem veku je bilo največ kmetov podložnikov zemljiški gospodi. Tudi svobodnjaki so bili po ukazu (zapovedi) (npr. plemiča) v odnosu na vladarja ali po kraljevi definiciji podložniki, samo pravice njihove gosposke so bile bolj omejene.
Podložniki so lahko imeli tudi status rojenjaka (nemško Erbholde). Rojenjaki so bili osebe z dedno in osebno odvisnostjo od zemljiškega gospoda. Vsak podložnik je avtomatsko postal rojenjak tistega, na mestu katerega se je rodil (lahko je šlo za zemljiško gospostvo ali mesto). Če je rojenjak odšel drugam, je lahko njegov zemljiški gospod zahteval odškodnino, lahko pa so naredili tudi izmenjavo med zemljiškimi gospostvi. Rojenjak je bil tega statusa odvezan po tridesetih letih, oziroma po desetih letih prebivanja na ozemlju drugega zemljiškega gospoda. Obdobje je bilo najkrajše v mestih (1 leto in 1 dan), od tod tudi rek »mestni zrak osvobaja«
Poroke podložnikov so bile omejene do 18. stoletja, pravno pa je bil njihov status v habsburških dednih deželah urejen šele leta 1782, ko je cesar Jožef II. izdal nevoljniški patent. S tem patentom je bil pravno urejen status podložnih oseb. Omogočil jim je pravico do proste poroke in poklica, rojenjaki pa so lahko prosto odšli s kmetije (če so imeli zemljišče, so morali prej poiskati nadomestno osebo).
Med podložne osebe s posebnim statusom štejemo tudi koseze (nemško Edlinge) in deželne svobodnike (nemško Freisassen).
V času absolutizma, ko se je oblikovala moderna državna oblast so za prebivalce držav, kjer režima ni bilo mogoče zamenjati (npr. monarhija) uporabljali izraz podložnik, medtem ko so prebivalce republik začeli imenovati državljani. Britanci se še dandanes označujejo kot podložniki njegovega ali njenega veličanstva (kralja ali kraljice).